# William Brooke
William Brooke KG (ur. 1 listopada 1527, zm. 6 marca 1597) – angielski arystokrata, najstarszy syn George’a Brooke’a, 9. barona Cobham, i Anne Bray, córki 1. barona Braye.

## Życiorys
Niewiele wiadomo o wczesnych latach jego życia. Przed 1544 r. najprawdopodobniej pobierał nauki w The King’s School w Canterbury i w Queens’ College na Uniwersytecie Cambridge . Wiele podróżował po Europie, na początku lat 40. XVI w. przebywał w Padwie. Później był członkiem garnizonu Calais. W 1549 r. towarzyszył poselstwu lorda Pageta do Brukseli. W latach 1547–1552 zasiadał w Izbie Gmin jako reprezentant okręgu Hythe.
Podobnie jak ojciec William należał do przeciwników królowej Marii. W 1554 r. poparł rebeliantów Thomasa Wyatta i tylko dzięki wstawiennictwu swojego szwagra, lorda Bergavennyego, uniknął więzienia. W 1555 r. ponownie zasiadł w Izbie Gmin jako reprezentant okręgu Rochester.
Po śmierci ojca w 1558 r. został 10. baronem Cobham. Uzyskał mocną pozycję na dworze królowej Elżbiety I. Już w 1558 r. został lordem namiestnikiem Kentu i lordem strażnikiem Pięciu Portów. W osiągnięciu tych zaszczytów pomogła mu przyjaźń Williama Cecila, jednego z głównych doradców królowej. Elżbieta I wykorzystywała Cobhama do licznych misji dyplomatycznych. Już w 1558 r. Cobham został wysłany z poselstwem do króla Hiszpanii Filipa II z informacją o śmierci królowej Marii, która była żoną Filipa. W 1578 r. Cobham i Francis Walshingham posłowali do Niderlandów Hiszpańskich.
Zdarzały się również okresy niełaski, zwłaszcza, że wśród bliskich znajomych Cobhama znajdowali się Thomas Howard, 4. książę Norfolk, i Henry FitzAlan, 19. hrabia Arundel, których lojalność wobec Korony była często podawana w wątpliwość. Sam Cobham został na kilka miesięcy w 1571 r. uwięziony za powiązania z tzw. „spiskiem Ridolfiego”, który miał na celu obalenie Elżbiety I.
Cobhamowi udało się jednak odzyskać łaski królowej. 23 kwietnia 1584 r. został kawalerem Orderu Podwiązki. W 1585 lub 1586 r. został członkiem Tajnej Rady. W 1588 r. posłował do namiestnika hiszpańskich Niderlandów, księcia Aleksandra Farnese. W latach 90. XVI w. Cobham nie brał już aktywnego udziału w polityce. W 1596 r. otrzymał urząd Lorda Szambelana, ale nie cieszył się nim zbyt długo. Zmarł na początku 1597 r. Został pochowany w Cobham w hrabstwie Kent.
Był dwukrotnie żonaty. Po raz pierwszy ożenił się w 1545 r. z lady Dorothy Nevill (zm. 22 września 1559), córką George’a Nevilla, 5. barona Bergavenny, i lady Mary Stafford, córki 3. księcia Buckingham. Małżeństwo to nie było udane i zakończyło się separacją po 1553 r. William i Dorothy mieli razem jedną córkę:
- Frances Brooke.

Drugą żoną Cobhama została 25 lutego 1560 w Whitehall Frances Newton (zm. 17 października 1592), córka sir Johna Newtona i Margaret Poyntz, córki sir Anthony’ego Poyntza. Z małżeństwa narodziło się dwóch synów i trzy córki:
- Elizabeth Brooke (1563–24 stycznia 1596/1597), żona Roberta Cecila, 1. hrabiego Salisbury, miała dzieci,
- Henry Brooke (22 listopada 1564 – 3 lutego 1619), 11. baron Cobham,
- George Brooke (17 kwietnia 1568 – 5 grudnia 1603),
- Frances Brooke (ur. ok. 1570), żona Johna Stourtona, 9. barona Stourton, nie miała dzieci,
- Margaret Brooke (ur. przed 1592), żona sir Thomasa Sondesa, miała dzieci, jej potomkami byli m.in. Richard Temple, 1. wicehrabia Cobham, Christian Temple (żona Thomasa Lytteltona, 4. baroneta), Mary West (żona 1. wicehrabiego Bridport), Hester Grenville, 1. hrabina Temple, i William Leveson-Gower, 4. baronet.